# Mi Amigo
MV Mi Amigo fue originalmente una goleta de carga de tres mástiles, que luego ganó reconocimiento internacional como una estación de radio en alta mar. Fue construida como la goleta Margarethe para propietarios alemanes. Una venta en 1927 la vio rebautizada como Olga y fue alargada en 1936.
Durante la Segunda Guerra Mundial, fue requisada por la Kriegsmarine y sirvió como buque auxiliar entre 1941 y 1943. En 1953, el barco fue nuevamente alargado a 40,77 metros. En 1959, fue vendida para su conversión a una estación de radio flotante y fue rebautizada como Bon Jour. Posteriormente, fue rebautizada como Magda Maria en 1961 y Mi Amigo en 1962. Sirvió, intermitentemente, como buque de radio, hasta 1980, cuando se hundió en un vendaval.

## Hundimiento

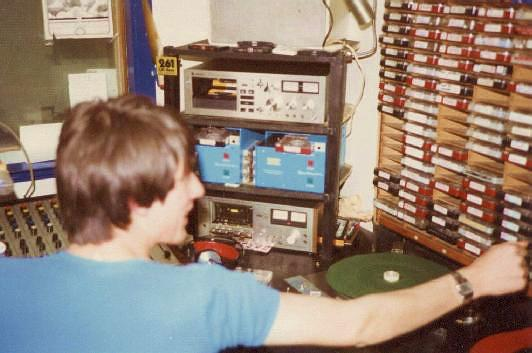
Un estudio a bordo del Mi Amigo (años 70).

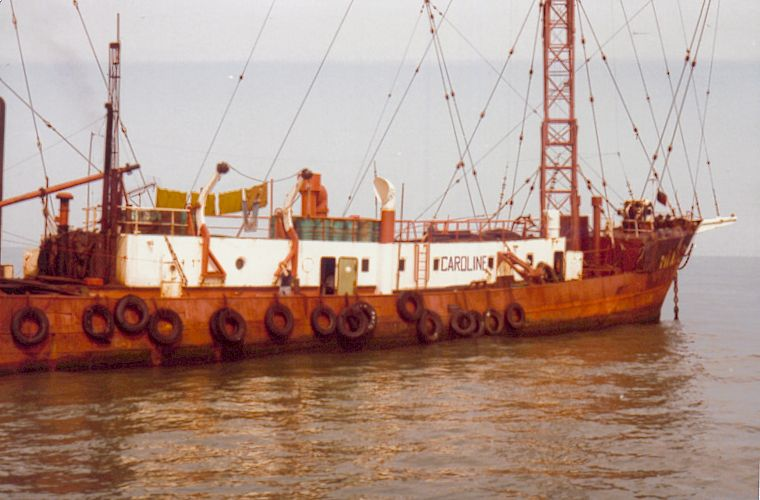
Mi Amigo en el año 1979.

El 19 de marzo de 1980, la cadena del ancla del Mi Amigo se rompió en una tormenta de fuerza 10. El barco se desplazó a la deriva durante 10 millas náuticas (19 km) antes de encallar en el banco Longsands. A las 23:58, los DJ Stevie Gordon y Tom Anderson hicieron la última transmisión. 
El bote salvavidas de Sheerness asistió al Mi Amigo y sacó a la tripulación. El barco se hundió el 20 de marzo a 51°35′00″N 1°17′20″E dejando solo el mástil de 39 metros sobre el agua. El 22 de mayo, el Consejo del Distrito de Thanet anunció planes para reflotar al Mi Amigo y convertirlo en un barco museo en Ramsgate, pero el barco permaneció como un naufragio. El mástil se derrumbó a fines de julio de 1986, un hecho que fue informado por Trinity House el 2 de agosto. 
El 13 de septiembre se anunció que la posición del naufragio del Mi Amigo (51°35′00″N 1°17′20″E / 51.58333, 1.28889) iba a ser marcada por una boya. El pecio del Mi Amigo se encuentra a una profundidad de entre 8 y 16 pies (2,4 a 4,9 m) de agua.